# José María Aguirre Gonzalo
José María Aguirre Gonzalo (San Sebastián, 1897-Madrid, 1988) fue un empresario español.
Doctor ingeniero de caminos, en 1927 creó la empresa constructora Agromán. Desde 1941 Aguirre Gonzalo estuvo relacionado con la banca. Promovió el desarrollo de numerosas empresas de ingeniería.
Ocupó la presidencia del Banco Español de Crédito desde 1970 hasta 1983, fecha en que dimitió. Tuvo un papel destacado en el desarrollo de la economía española durante la dictadura franquista en la que fue también procurador en las Cortes.

## Biografía

### Primeros años
José María Aguirre Gonzalo nació en San Sebastián el 12 de agosto de 1897. Estudió ingeniería de caminos en la Escuela Técnica Superior de Madrid. Se graduó en 1921. Posteriormente enseñaría contabilidad y organización empresarial en esta misma escuela. También tomó algunos cursos en Derecho. Comenzó a trabajar con los hermanos Otamendi como ingeniero en las obras de ampliación del Metro de Madrid, inaugurado unos pocos años antes, en 1919, con casi 4 km de línea entre las Estaciones de Sol y Cuatro Caminos.
En noviembre de 1925 Aguirre Gonzalo se casó con la madrileña Francisca González Clemente, a la que había conocido 2 años antes veraneando en San Sebastián. Al regreso de su viaje de novios por París, Roma y Nápoles, Aguirre Gonzalo se encontró con la inesperada noticia de que había sido despedido de la empresa.

### Años de preguerra
Aguirre y su antiguo jefe en el Metropolitano de Madrid, Alejandro San Román, fundaron "San Román y Aguirre Ingenieros", que en 1927 se convertiría en la empresa constructora Agromán. Aguirre fue presidente, director ejecutivo y finalmente presidente honorario de esta compañía. En sus primeros años de vida Agromán obtuvo grandes contratos en obras públicas que le permitieron convertirse en una de las principales constructoras del país. Su primera obra fue la prolongación del dique de Las Arenas en Vizcaya. Luego llegaron proyectos importantes realizados en Madrid en la década de 1930, como la Ciudad Universitaria de Madrid u obras ferroviarias como el enlace ferroviaria de la Castellana.
En 1934 Manuel Sánchez Arcas (1897–1970) y Eduardo Torroja (1899–1961) fundaron el Instituto Técnico de la Construcción y Edificación (ITCE). Otros miembros fundadores de la organización fueron el propio Aguirre Gonzalo, el arquitecto Modesto López Otero (1885–1962) y el ingeniero Alfonso Peña Boeuf (1888–1966). El ITCE fue una organización sin ánimo de lucro dedicada al desarrollo y aplicación de técnicas innovativas en estructuras de ingeniería civil..
Durante la Segunda República Española, Aguirre Gonzalo, de ideología conservadora y católica, tuvo ciertas dificultades con las autoridades republicanas y llegó a ser encarcelado.
El estallido de la Guerra Civil le cogió por motivos de trabajo cerca de su ciudad natal, San Sebastián, que quedó en la zona republicana, siendo él simpatizante del bando contrario. Sin embargo, menos de dos meses después de estallar el conflicto, la ciudad cambió de manos y Aguirre Gonzalo quedó seguro en "zona nacional". Ya durante el periodo de la guerra, su empresa Agromán, tuvo abundante trabajo en diferentes obras de construcción en la zona nacional.

### Carrera después de la guerra
Después de la Guerra Civil Española (1936-39) la sociedad Agromán se convirtió, junto a Dragados, en la empresa constructora líder en España. Aguirre jugó un papel central en el desarrollo económico del país, y fundó o promovió grandes compañías en una variedad de sectores comerciales. Fue consejero de la compañía ferroviaria RENFE y de la Compañía Sevillana de Electricidad, así como presidente de la empresa hidroeléctrica Ribagorzana, de la siderúrgica Acerinox y de la empresa de ingeniería Siemens España. También fue director y accionista de los periódicos El Diario Vasco e Informaciones. Fue elegido  miembro del consejo de más de cincuenta compañías, y fue uno de los hombres de negocios más visibles e influyentes de la época. Al igual que otros líderes empresariales de la época, tenía un estilo autoritario y poco interés en los conceptos de relaciones humanas.
Aguirre fue un procurador en las Cortes franquistas, entre 1961 y 1976, primero como representante de la Asociación de Ingenieros Civiles, y luego por designación directa de Franco. Aguirre negó tener alguna ambición política, a pesar de su escaño en las Cortes, y rechazó una oferta de Franco para convertirse en ministro de Vivienda. Presidió el comité de transporte del Plan Español de Desarrollo Económico y Social, y fue miembro del Consejo Económico Nacional. En la década de 1970, Franco lo nombró vicepresidente de la muy política Comisión de Leyes Fundamentales. Aguirre también fue miembro de varias organizaciones internacionales, incluido el Comité Europeo del Hormigón, el comité español del Consejo Mundial de la Energía y la Fundación Cultural Europea.
Aguirre estuvo involucrado en la banca desde 1941. Fue nombrado presidente del Banco Guipuzcoano en 1956, y ocupó este cargo hasta su muerte en abril de 1988, cuando fue reemplazado por su hijo, también llamado José María Aguirre González, quien había sido director del banco por cinco años. También fue presidente del Banco de Desarrollo Económico y Social. Fue director y luego vicepresidente del Banco Español de Crédito (Banesto). Fue nombrado presidente de este banco en septiembre de 1970. Inmediatamente después de convertirse en presidente, inició reuniones semanales de almuerzos de los jefes de los siete bancos principales. Las autoridades monetarias también fueron invitadas a asistir. En la década de 1980, los principales bancos de España andaban cortos de capital. Aguirre creía en la especialización bancaria y se oponía a la racionalización de la industria a través de fusiones y adquisiciones. Renunció a la presidencia de Banesto en 1983.
Aguirre participó en la creación del Colegio de Ingenieros de Caminos, de la cual fue el primer presidente, y el Colegio Universitario de Estudios Financieros (CUNEF). Murió de un ataque al corazón el 7 de abril de 1988 en la Clínica Ruber de Madrid a la edad de 90 años.